# SimplePlanes
SimplePlanes é um videogame de simulação desenvolvido e publicado pelo estúdio indie americano Jundroo LLC. SimplePlanes seguiu o lançamento de SimplePhysics e SimpleRockets e antes de SimpleRockets 2. O jogo foi lançado pela primeira vez no Mac OS X e Microsoft Windows e foi portado para iOS e Android posteriormente. Foi lançado no Steam no dia 17 de dezembro de 2015, após passar pelo processo Steam Greenlight. O jogo recebeu críticas mistas dos críticos, com as principais quedas mencionadas sendo os “controles escorregadios” e o design gráfico. No entanto, os críticos elogiaram seu valor educacional.